# Argyractis iasusalis
Argyractis iasusalis là một loài bướm đêm trong họ Crambidae.